# Dabadougou-Mafélé
Dabadougou-Mafélé est une localité du nord de la Côte d'Ivoire, et appartenant au département d'Odienné, dans la Région du Denguélé. La localité de Dabadougou-Mafélé est un chef-lieu de commune.